# Otto Addo
Otto Addo (Hamburg, 1975. június 9. –) német-ghánai labdarúgó-középpályás, a Hamburger SV segédedzője és a ghánai labdarúgó-válogatott fő játékosmegfigyelője.